# Jean-Marie Pelauque-Béraut
Jean-Marie Pelauque-Béraut (3 avril 1758, Condom – 6 mai 1820, Bordeaux), est un homme politique français.

## Biographie
Reçu avocat au parlement de Navarre en 1776, il passe conseiller procureur du roi à l'élection de Condom deux ans plus tard.
Le 9 mars 1789, il est élu député du tiers état aux États généraux par la sénéchaussée de Condom. 
En l'an VIII, il devient sous-préfet de Lesparre, et, le 2 fructidor an X, secrétaire général de la préfecture de la Gironde.

## Famille
Sa fille se marie avec l'alchimiste et occultiste François Jollivet-Castelot. À François- Marie Jollivet de Castelot qui n'était pas alchimiste mais député maire de Vannes. 

## Sources
- « Jean-Marie Pelauque-Béraut », dans Adolphe Robert et Gaston Cougny, Dictionnaire des parlementaires français, Edgar Bourloton, 1889-1891 [détail de l’édition]